# 5697 (année hébraïque)
5697 (hébreu : ה'תרצ"ז , abbr. : תרצ"ז) est une année hébraïque qui a commencé à la veille au soir du 17 septembre 1936 et s'est finie le 5 septembre 1937. Cette année a compté 354 jours. Ce fut une année simple dans le cycle métonique, avec un seul mois de Adar. Ce fut la sixième année depuis la dernière année de chemitta.

## Calendrier
Ce calendrier hébraïque de l'année 5697 donne les correspondances avec les dates du calendrier grégorien.
Le premier nombre dans chaque case correspond au jour du mois hébraïque. Les jours en couleurs sont des jours remarquables juifs .
| ◄◄ | 5697 | ►► |

## Événements
- Pacte anti-Komintern
- Bombardement de Guernica

## Naissances
- Steve Reich
- Yaakov Tzur
- Israel Meir Lau
- Gideon Ezra
- Dan Shomron
- Dustin Hoffman

## Décès
- Meïr Dizengoff
- Nathan Birnbaum
- George Gershwin

5692 - 5693 - 5694 - 5695 - 5696 - 5697 - 5698 - 5699 - 5700 - 5701 - 5702